# Terrestricythere
Terrestricythere is een geslacht van kreeftachtigen uit de klasse van de Ostracoda (mosselkreeftjes).

## Soorten
- Terrestricythere crimaea Schornikov & Syrtlanova, 2008
- Terrestricythere elisabethae Horne, Smith, Whittaker & Murray, 2004
- Terrestricythere ivanovae Schornikov, 1969
- Terrestricythere pratenesis Schornikov, 1980
- Terrestricythere proboscidis Hiruta, Hiruta & Mawatari, 2007